# Niederelben
Niederelben ist ein Ortsteil von Nümbrecht im Oberbergischen Kreis im südlichen Nordrhein-Westfalen innerhalb des Regierungsbezirks Köln.

## Lage und Beschreibung
Der Ort liegt zwischen Nümbrecht im Norden und Harscheid im Süden. Der Ort liegt in Luftlinie rund 3,3 km südwestlich vom Ortszentrum von Nümbrecht entfernt.

## Geschichte
1484 wurde der Ort das erste Mal urkundlich erwähnt und zwar "Der Amtsknecht Symon van Elffen wird in einer Wechselurkunde über den Tausch von Hörigen zwischen Berg und Sayn genannt."
Schreibweise der Erstnennung: Elffen

## Bus und Bahnverbindungen

### Bürgerbus
Haltestelle des Bürgerbuses der Gemeinde Nümbrecht.
Route:Lindscheid
- Lindscheid-Straße-Mildsiefen-Stranzenbach-Niederbreidenbach
- Alsbach-Oberelben-Nippes-Nümbrecht/Busbahnhof.